# Naturdarm

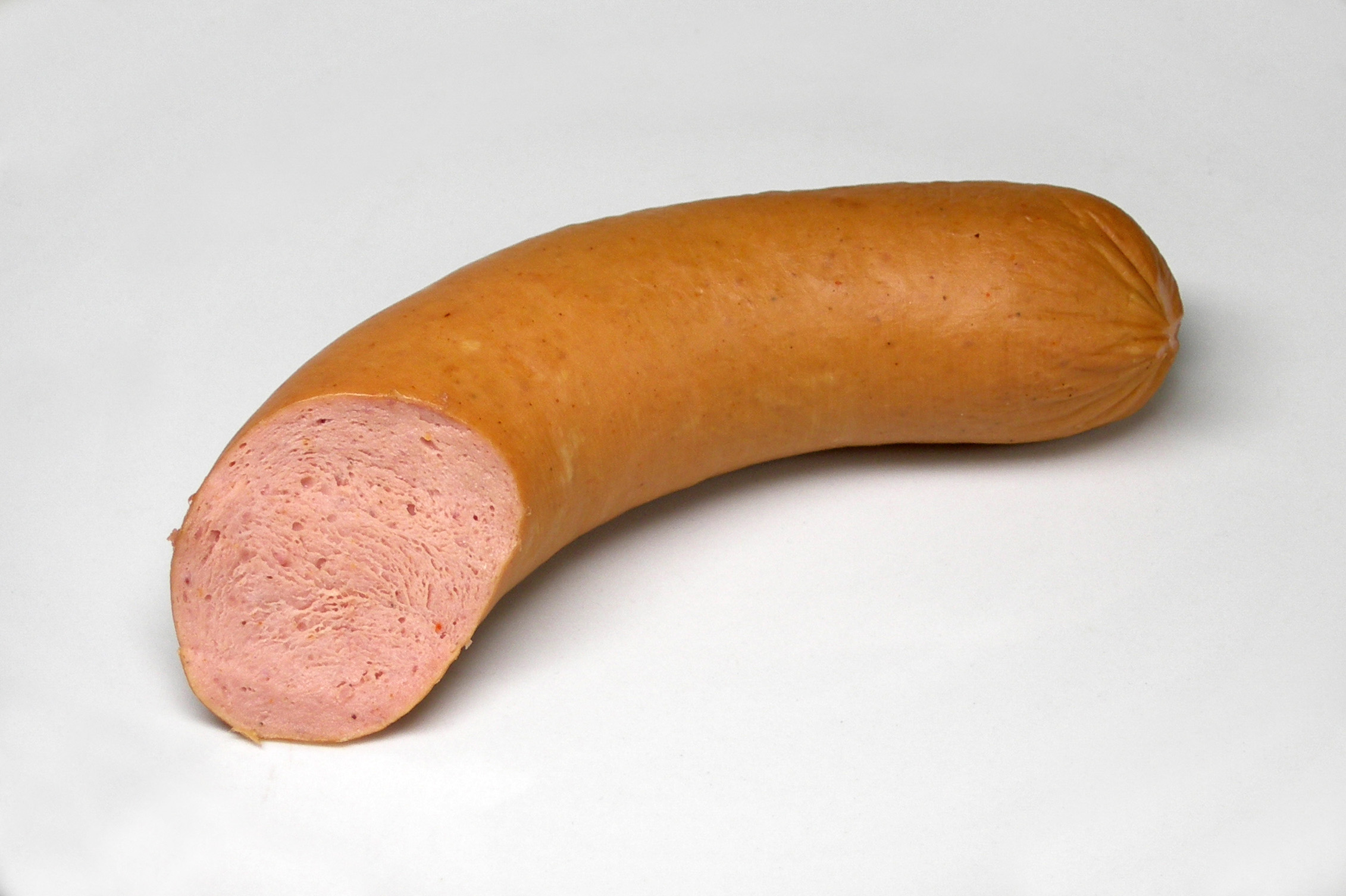
Feine Lyoner im Naturdarm

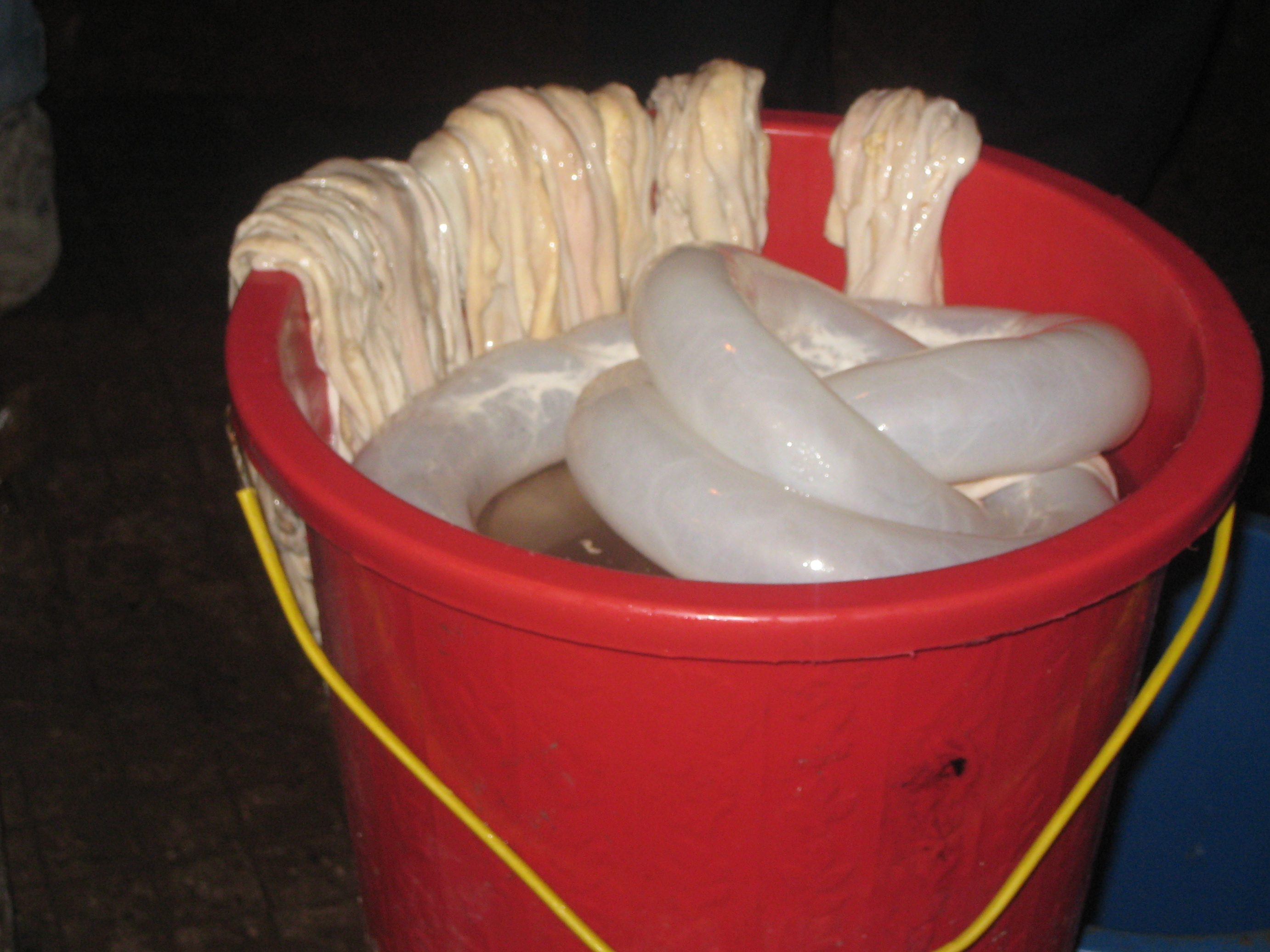
Naturdarm, mit Luft gefüllt

Als Naturdarm wird – zur Unterscheidung vom Kunstdarm – der echte Darm eines Tieres bezeichnet, der etwa als Wursthülle verwendet wird. Er kann vom Rind, Schwein oder Schaf stammen, aber auch von anderen Nutztieren.

## Einteilung
Nach der Herkunft wird der Naturdarm auch mit verschiedenen Begriffen bezeichnet, so heißen die Därme vom Rind auch Kranz-, Butt- und Mitteldarm sowie Fettende; vom Schwein enger Darm, Butte, Krausedarm (bei Rind und Schaf fehlend), Nachende oder Fettende und die vom Schaf Saitling, Buttdarm, Mitteldarm oder Fettende.

## Kaliber
Die Därme von den verschiedenen Schlachttieren werden noch nach ihrer Weite unterschieden, dem sogenannten Kaliber. Das Kaliber gibt den Durchmesser des aufgeblasenen oder mit Wasser gefüllten Darmes an.
Das Kaliber wird nach Aufblasen oder Füllung der Därme mit der Schublehre gemessen.
Es kann auch mit einem Messblock gemessen werden, der unterschiedlich weite Ausschnitte hat, welche der Kaliberabstufung entsprechen. Füllt der eingelegte aufgeblasene Darm den Ausschnitt aus, zeigt dessen Durchmesser das Kaliber des Darmes an.

## Herstellung
Zur Vorbereitung werden die Därme nach der Schlachtung des Tieres gewendet, gereinigt, von der Muskelschicht und der Schleimhaut befreit. Maschinell werden Därme durch zwei rotierende Walzen geführt, wobei der Schleim abgeschabt wird. Schweinekrausen werden nicht entschleimt. Zur Konservierung bei der Lagerung werden die Därme trocken eingesalzen oder in Salzlake eingelegt. Da das Salz auch in die Darmwand eindringt, können sich Zersetzungsbakterien nicht entwickeln und vermehren. Die hygroskopische Wirkung des Salzes entzieht den Därmen das Wasser; hiernach werden sie zwischen dicken Lagen Salz verpackt.

## Sonstige Verwendung
Je nach Wurstsorte werden verschiedene Darmabschnitte von Tieren als Wursthüllen verwendet. Im Bereich Musik werden vom Saitenmacher Naturdärme von Schaf und Rind zur Herstellung von Saiten für Zupf- und Streichinstrumente verwendet. In erster Linie werden diese Saiten in der Historischen Aufführungspraxis verwendet.
Bereits im 3. Jahrtausend v. Chr. wurde Naturdarm in Persien benutzt, sowohl als Hilfsmittel zum Kochen von Fleischgerichten als auch zum Bau von Schwimmgürteln für Soldaten. Auch heute noch ist Persiens Nachfolgestaat Iran als Schafzucht betreibende Nation eines der wichtigsten Herkunftsländer für Naturdärme, vorwiegend für Saitlinge. Im Mittelalter und bis ins 18. Jahrhundert wurde einseitig zugeknoteter Schafsdarm auch als Verhütungsmittel (Präservativ) verwendet.